# چارلز آرلینگ
چارلز آرلینگ (انگلیسی: Charles Arling؛ ‏ ۲۲ اوت ۱۸۷۵ – ۲۱ آوریل ۱۹۲۲) بازیگر اهل کانادا در دوران سینمای صامت بود. وی در اثر ابتلا به سینه‌پهلو در سن ۴۶ سالگی درگذشت.
از فیلم‌هایی که وی در آن نقش داشته‌است، می‌توان به آن حلقه کوچک طلا، در ایتالیای کوچک، کلاهبرداران دادگاه و کله‌پوک‌ها در ماه مه اشاره کرد.